# Писаревский, Пётр Степанович
Пётр Степа́нович Писаре́вский (укр. Петро Степанович Писаревський; 1820—1871) — украинский поэт, автор бурлескных стихов и басен.

## Биография
Родился в 1820 году в Двуречной Купянского уезда Слободско-Украинской губернии в семье украинского писателя и драматурга Степана Писаревского.
Обучался в Харьковской духовной семинарии. Служил письмоводителем в разных учреждениях в Короче и Курске, позже в 1866—1871 годах — заведующий канцелярией казанского губернатора.

## Творчество
Писал только в юности, под сильным влиянием Г. Квитки-Основьяненка и П. Гулака-Артемовского.
Автор бурлескных стихов («Стецько», «Пан» (переложение крыловского «Вельможи»), «Панське слово велике діло» и других), басен («Цуценя», «Собака та злодій»), в которых стремился отобразить жизненные явления в реалистическом духе. В своих баснях, хотя и несмело, но все же вскрывал недостатки крепостного права и отчасти обличал нравы чиновничьей бюрократии.
Текст басни «Собака и воры» собственноручно отредактировал Т. Шевченко для альманаха «Ластівка» («Ласточка»).
Произведения поэта печатались в альманахах «Сніп» («Сноп») А. А. Корсуна, «Ластівка» Е. П. Гребёнки (1841) и «Сборнике галицко-русской матицы» (1869). Написал еще повесть «Стецько можебылиця».